# Cryphoeca exlineae
Cryphoeca exlineae är en spindelart som beskrevs av Roth 1988. Cryphoeca exlineae ingår i släktet Cryphoeca och familjen panflöjtsspindlar. Inga underarter finns listade i Catalogue of Life.